# Glossoloma carpishense
Glossoloma carpishense là một loài thực vật có hoa trong họ Tai voi. Loài này được (J.L.Clark & I.Salinas) J.L.Clark mô tả khoa học đầu tiên năm 2005.